# Július 25.
Július 25. az év 206. (szökőévben 207.) napja a Gergely-naptár szerint. Az évből még 159 nap van hátra.
Névnapok: Jakab, Kristóf + Dalibor, Jakus, Jákó, Jákob, Jakobina, Krisztofer, Szindbád, Talabér, Talabor, Talbot, Timur, Tomor, Valencia, Valentin, Valentina, Zsaklin

## Események
- 1409 – Márton aragón király Szicília királya lesz II. Márton néven a fia, I. (Ifjú) Márton halála után (1410-ig uralkodik)
- 1564 – I. Ferdinánd halála után Habsburg Miksa osztrák főherceget I. Miksa néven magyar királlyá, II. Miksa néven német-római császárrá koronázzák.
- 1621 – Bornemissza János erdélyi serege Nagyszombatnál megveri Pálffy István császári ezredes hadseregét.
- 1909 – Louis Blériot elsőként repüli át gépével a La Manche csatornát, Calais-ból Dover felé indulva, az angliai St. Margaret-nél száll le.
- 1919 – Hódmezővásárhelyi tömeggyilkosság
- 1922 – A mosonbánfalvi összecsapás: a Rongyos Gárda megtámad egy osztrák csendőrőrsöt.
- 1934 – Sikertelen nemzetiszocialista hatalomátvételi kísérlet Bécsben, osztrák náci puccsisták megölik Engelbert Dollfuß osztrák kancellárt.
- 1935 – Jugoszláv konkordátum a Vatikánnal.
- 1943 – Letartóztatják Benito Mussolinit.
- 1946 – Az első víz alatti atomrobbantás a Bikini-atollon.
- 1956 – Nantucket szigete mellett összeütközik az olasz Andrea Doria és a kelet-német Stockholm utasszállító hajó. Az Andrea Doria elsüllyed, 51 utas életét veszti.
- 1977 – Neelam Sanjiva Reddy lesz India 6. elnöke.
- 1984 – Szvetlana Jevgenyjevna Szavickaja végrehajtja az első női űrsétát a Szaljut–7 űrállomásról.
- 1992 – Megkezdődnek a XXV. nyári olimpiai játékok Barcelonában.
- 2000
  - Az Air France egyik Concorde-jának katasztrófája a Párizs melletti Gonesse-nél.
  - Az ISS harmadik moduljaként pályára áll az orosz Zvezda lakómodul.
- 2009 – Életveszélyes sérüléseket szenvedett a Formula–1 magyar nagydíj időmérő edzésén a Ferrari brazil pilótája Felipe Massa, akit az előtte haladó Rubens Barrichello autójáról leszakadó rugó talált fejen.

## Sportesemények
Formula–1
- 1982 –  francia nagydíj, Paul Ricard - Győztes: René Arnoux  (Renault Turbo)
- 1993 –  német nagydíj, Hockenheimring - Győztes: Alain Prost  (Williams Renault)
- 1999 –  osztrák nagydíj, A1-Ring - Győztes: Eddie Irvine  (Ferrari)
- 2004 –  német nagydíj, Hockenheimring - Győztes: Michael Schumacher  (Ferrari)
- 2010 –  német nagydíj, Hockenheimring - Győztes: Fernando Alonso  (Ferrari)

## Születések
- 1109 – I. Alfonz portugál király († 1185)
- 1336 – I. Albert bajor herceg († 1404)
- 1421 – Henry Percy northumberlandi gróf († 1461)
- 1722 – Fellner Jakab magyar műépítész († 1780)
- 1883 – Alfredo Casella olasz zeneszerző, zongoraművész és karmester († 1947)
- 1893 – Nagy Imre magyar festőművész († 1976)
- 1894 – Gavrilo Princip szerb nacionalista, az I. világháborút formálisan kirobbantó, Ferenc Ferdinánd elleni szarajevói merénylet végrehajtója († 1918)
- 1903 – Vaszy Viktor magyar zeneszerző, karmester († 1979)
- 1903 – Ajtay Andor Kossuth-díjas magyar színész, érdemes és kiváló művész († 1975)
- 1905 – Georges Grignard (Georges Auguste Paul Grignard) francia autóversenyző († 1977)
- 1905 – Elias Canetti osztrák író († 1994)
- 1908 – Taso Mathieson (Thomas Alastair Sutherland Ogi Mathieson) brit autóversenyző († 1991)
- 1910 – Jimmy Jackson amerikai autóversenyző († 1984)
- 1911 – Len Duncan (Leonard Duncan) amerikai autóversenyző († 1988)
- 1913 – John Cairncross brit hírszerzőtiszt, szovjet kém, a „Cambridge-i ötök” egyike († 1995)
- 1914 – Woody Strode (Woodrow Wilson Woolwine Strode) afro-amerikai amerikaifutball-játékos, filmszínész († 1994)
- 1928 – Dobák Lajos Jászai Mari-díjas és Aase-díjas magyar színész  († 2006)
- 1929 – Vaszilij Makarovics Suksin orosz író, színész, filmrendező († 1974)
- 1930 – Réz Pál Széchenyi-díjas magyar irodalomtörténész, műfordító, esztéta († 2016)
- 1932 – Major Anna magyar dramaturg († 2021)
- 1934 – Claude Zidi francia filmrendező, operatőr, forgatókönyvíró
- 1935 – Pathó István Jászai Mari-díjas magyar színész († 2024)
- 1936 – Gerry Ashmore (Gerald Ashmore) brit autóversenyző († 2021)
- 1943 – Janet Margolin amerikai színésznő († 1993)
- 1944 – Árkai Péter magyar geológus, petrográfus, mineralógus, geokémikus, az MTA tagja
- 1944 – Kőszegi Judit magyar grafikus, karikaturista, illusztrátor
- 1945 – Birtalan Ferenc magyar költő, író  († 2018)
- 1948 – Baka István magyar költő, műfordító († 1995)
- 1948 – Fazekas Attila magyar grafikus, képregényrajzoló, illusztrátor.
- 1949 – Mányai Zsuzsa magyar színésznő († 1999)
- 1964 – Barkó Judit magyar televíziós műsorvezető, újságíró, író, kommunikációs mentor
- 1965 – Takagi Vataru japán színész
- 1967 – Matt LeBlanc amerikai színész
- 1975 – Svasznek Bence magyar jégkorongozó
- 1979 – Mihály Péter magyar színész
- 1982 – Brad Renfro amerikai színész († 2008)
- 1985 – Nelsinho Piquet (Nelson Angelo Tamsma Piquet Souto Maior) brazil autóversenyző
- 1989 – Nenad Adamović szerb labdarúgó
- 1990 – Alexianne Castel francia úszónő
- 1990 – Kovács Henri magyar díjugrató
- 1991 – Hasan Piker török-amerikai politikai kommentátor, Twitch-streamer

## Halálozások
- 1409 – I. (Ifjú) Márton szicíliai király (* 1374/75/76)
- 1492 – VIII. Ince pápa (* 1432)
- 1564 – I. (Habsburg) Ferdinánd osztrák főherceg, német-római császár, magyar és cseh király (* 1503)
- 1539 – Laurentio de Campeggio itáliai bíboros, diplomata, pápai követ Magyarországon (* 1471–1474 között)
- 1794 – André Chénier francia író (* 1762)
- 1818 – Dugonics András magyar író, piarista pap és tanár (* 1740)
- 1828 – Carl Ernst Christoph Hess német rézmetsző (* 1755)
- 1831 – Maria Szymanowska lengyel zeneszerző, zongoraművész, zenepedagógus (* 1789)
- 1842 – Dominique-Jean Larrey, francia orvos, hadisebész, a sürgősségi sebészet megalapozója (* 1766)
- 1868 – Jan Evangelista Purkyně cseh anatómus és fiziológus (* 1787)
- 1884 – Feszl Frigyes magyar műépítész (* 1821)
- 1918 – Abonyi Árpád magyar író, újságíró (* 1865)
- 1919 – Kauser József építész (* 1848)
- 1948 – Sergio Failoni olasz karmester, a budapesti Operaház örökös tagja, vezető karnagya (* 1890)
- 1953 – Bobbie Baird (William Robert Baird) brit autóversenyző (* 1912)
- 1969 – Otto Dix német festőművész (* 1891)
- 1973 – Danckai Pattantyús Ábrahám Dezső, ügyvéd, 1919-ben a második szegedi kormány miniszterelnöke (* 1875)
- 1980 – Vlagyimir Viszockij szovjet-orosz színész, énekes (* 1938)
- 1986 – Illés Endre kétszeres Kossuth-díjas magyar író, műfordító (* 1902)
- 1990 – Alfredo Pian argentin autóversenyző (* 1912)
- 1991 – Lazar Moiszejevics Kaganovics zsidó származású ukrán bolsevik forradalmár, népbiztos, szovjet kommunista politikus, az SZKP PB tagja, miniszterelnök-helyettes (* 1893)
- 2003 – Bud Sennet (Laurence Sennet) amerikai autóversenyző (* 1912)
- 2003 – John Schlesinger angol filmrendező (* 1926)
- 2005 – Albert Mangelsdorff német jazz-zenész, harsonás (* 1928)
- 2014 – Dobos László Kossuth-díjas felvidéki magyar író (* 1930)
- 2016 – Oláh János József Attila-díjas magyar író, költő (* 1942)
- 2018 – Szepesi György magyar sportkommentátor, sportvezető (* 1922)
- 2018 – Sergio Marchionne olasz-kanadai üzletember, a CNH Industrial elnöke, a Fiat, a Ferrari elnök-vezérigazgatója és a Maserati elnöke (* 1952)
- 2020 – Bajnok Béla magyar szobrászművész (* 1937)

## Nemzeti ünnepek, emléknapok, világnapok
- Tunézia:  A köztársaság napja
- Kuba A Moncada laktanya megtámadása évfordulójának ünnepe (1953). 25-én kezdődő három napos fesztivál.